# Culex productus
Culex productus är en tvåvingeart som beskrevs av Georges Senevet och Emile Abonnenc 1939. Culex productus ingår i släktet Culex och familjen stickmyggor.
Artens utbredningsområde är Franska Guyana. Inga underarter finns listade i Catalogue of Life.